# Вулканизм на Ио

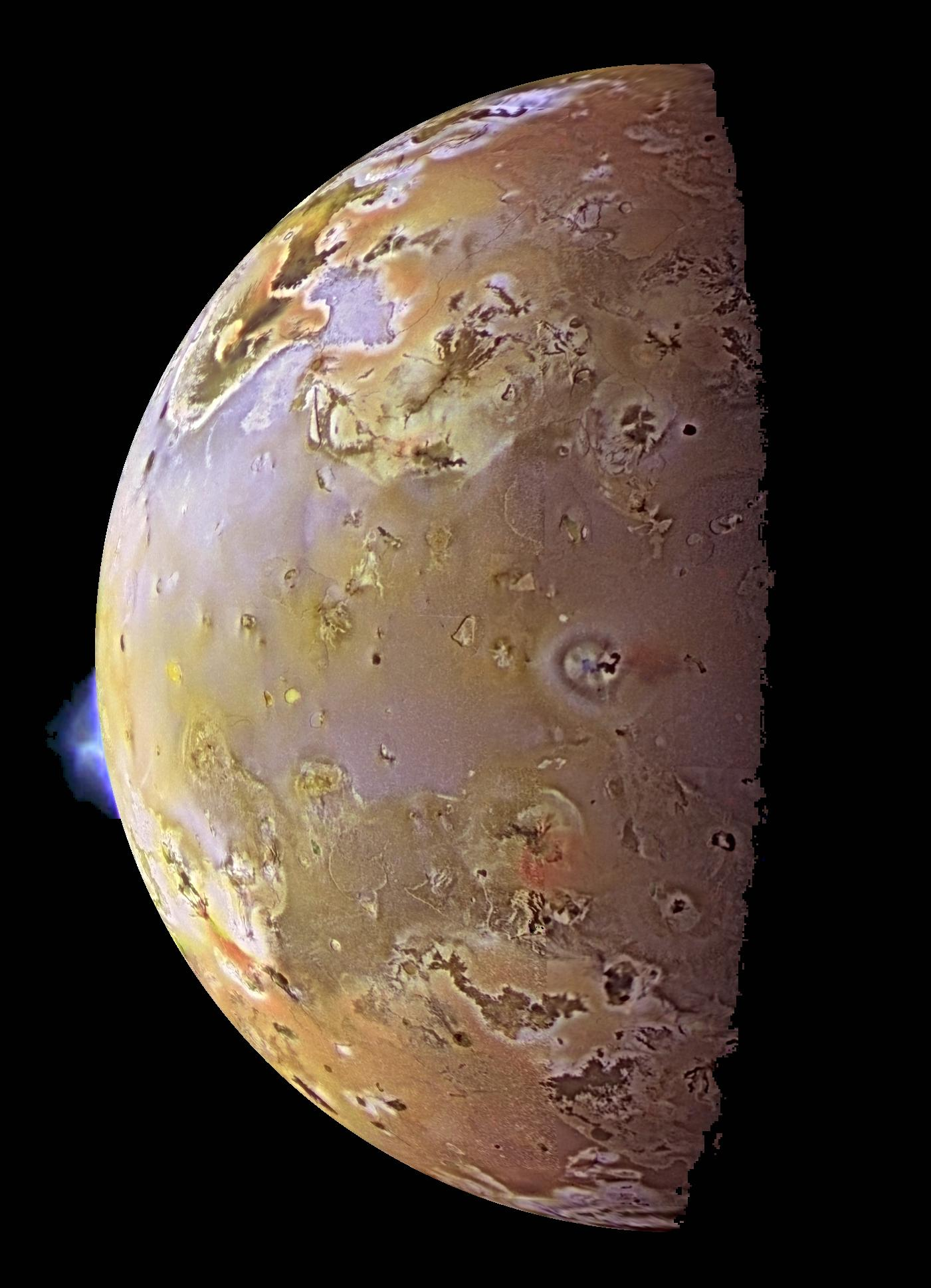
Извержение вулкана на Ио (снимок Галилео)

Вулканизм на Ио (спутнике Юпитера) носит ярко выраженный характер: 2 % поверхности спутника занимают активные горячие пятна. Ио — самое вулканически активное тело в Солнечной системе. На её поверхности отчётливо видно множество лавовых потоков и свыше ста кальдер, но отсутствуют ударные кратеры.
Впервые вулканическая активность на спутнике была обнаружена в 1979 году космическим зондом «Вояджер-1», после чего многократно отслеживалась и изучалась космическими аппаратами «Вояджер-1» и «Вояджер-2», «Галилео», «Кассини-Гюйгенс», «Новые горизонты», а также астрономами с Земли. В результате наблюдений на поверхности Ио выявлено около 150 активных вулканов; всего же, по оценкам, вулканов на спутнике около 400. Ио входит в число четырёх известных в настоящее время космических тел Солнечной системы, на которых идут процессы вулканической активности. Помимо Ио, это Земля, Энцелад (спутник Сатурна) и Тритон (спутник Нептуна). Помимо них, в вулканизме «подозревается» Венера (область Бета), однако активных вулканов на ней пока замечено не было.

## Источник энергии вулканизма
Недра Ио, в отличие от земных, разогреваются не распадом радиоактивных изотопов, а периодическими приливными деформациями, возникающими из-за вытянутости её орбиты. Когда Ио приближается к Юпитеру, приливные силы увеличиваются, слегка её вытягивая; при удалении от планеты она, наоборот, скругляется. Эти деформации спутника создают трение и нагрев в его недрах. Вытянутость орбиты, в свою очередь, поддерживается гравитационным влиянием Европы и Ганимеда (благодаря орбитальному резонансу). Эксцентриситет орбиты Ио равен 0,004, амплитуда деформации поверхности составляет порядка 100 м, а наблюдаемый тепловой поток — 2,2±0,9 Вт/м2 (90±40 тераватт со всей поверхности). Это в 200 раз больше, чем может дать радиоактивный распад. Расчёты, однако, предсказывают для приливного нагрева вдвое меньшую мощность; причина этого расхождения остаётся загадкой.
Вероятно, под поверхностью Ио есть глобальный океан магмы. На это указывает наличие у неё индуцированного магнитного поля, для возникновения которого нужны достаточно электропроводящие слои в её недрах. По некоторым оценкам, он лежит на глубине в несколько десятков километров и занимает около 10 % объёма мантии спутника, а его температура, возможно, превышает 1200 °C..

## Вулканы и горячие пятна

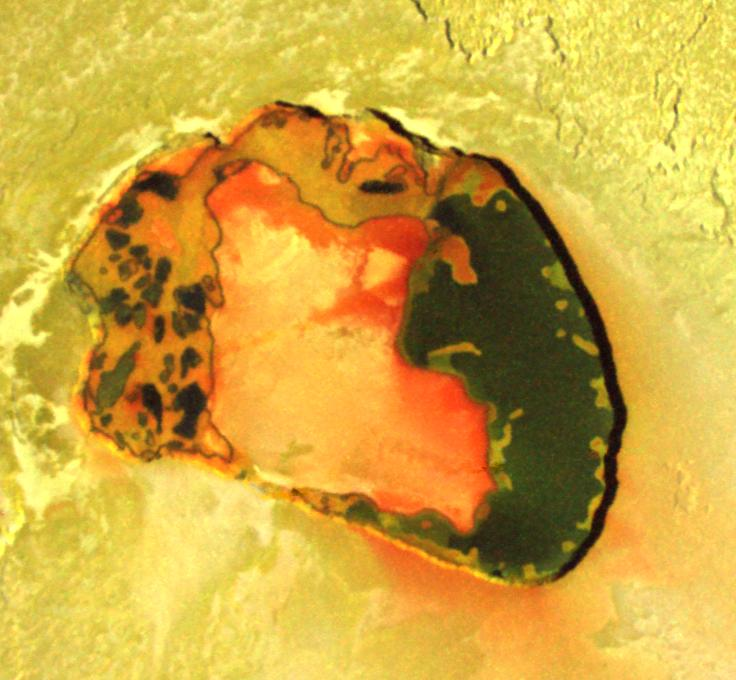
Патера Тупана — самый крупный вулкан на Ио

Вулканы Ио подразделяются на несколько типов. Первые, которых большинство, имеют температуру порядка 350—400 К и скорость выброса газовых продуктов около 500 м/с, высоту выброса до 100 километров, осадки преимущественно белого цвета. Вторые отличаются высокой температурой кальдеры, со скоростью выброса газа около 1 км/с и высотой выброса до 300 км. Главной их отличительной чертой является тёмная кольцевая окантовка на расстояниях нескольких сотен километров от кальдер. Имеется гипотеза о гейзерном происхождении второго типа извержений, когда происходит внезапный фазовый переход жидкость-газ (например, на Земле такие процессы наблюдаются на вулканах острова Святой Елены). Состав продуктов извержений — сера, сернистый газ и некоторые сульфиды, а также силикатные магмы.
Чтобы оценить мощность вулканизма на Ио, необходимо знать объём вещества, выбрасываемый при извержениях. Для этого можно воспользоваться сведениями о возрасте поверхности, отталкиваясь от метода подсчёта количества метеоритных кратеров на единицу поверхности. По отсутствию метеоритных кратеров на поверхности Ио можно говорить о том, что поверхность эта очень молодая, около 1 миллиона лет, и сформирована она из продуктов извержений. Толщина слоя отложений оценивается от 3—4 до 20—30 км.
На поверхности Ио насчитывается более 10 активных горячих пятен температурой от 310 до 600 К; размеры пятен колеблются в пределах от 75 до 250 км. «Вояджер-1» зафиксировал 8 таких объектов, а через 4 месяца «Вояджер-2» обнаружил в активном состоянии 7 из них. Наивысшая температура в 600 К была зафиксирована в 1979 году в кальдере, получившей название «Пеле».
Вулкан Ио Амирани является источником крупнейшего активного лавового потока во всей Солнечной Системе.
В 2024 году группа планетологов с помощью телескопа ALMA пришла к выводу, что вулканическая активность на Ио продолжается беспрерывно в течение 4,5 млрд лет.